# Elecciones provinciales de Mendoza de 1946
Las elecciones generales de la provincia de Mendoza de 1946 tuvieron lugar el domingo 24 de febrero con el objetivo de restaurar las instituciones democráticas constitucionales de la provincia después de tres años de la dictadura militar surgida del golpe de Estado denominado Revolución del 43. Fueron los primeros comicios libres que tenían lugar en la provincia desde 1928, debido al período de gobiernos fraudulentos conocido como Década Infame, que había tenido lugar en la provincia entre 1930 y 1943. Se debían elegir los cargos de Gobernador y Vicegobernador, a los 36 escaños de la Cámara de Diputados, y los 27 escaños del Senado Provincial. Se realizaron al mismo tiempo que las elecciones presidenciales y legislativas a nivel nacional.
Faustino Picallo, de la Unión Cívica Radical Junta Renovadora (UCR-JR), partido que apoyaba a Juan Domingo Perón en las elecciones presidenciales, obtuvo una amplia victoria con el 50,12% de los votos ante una oposición claramente dividida. En segundo lugar quedó Bautista Gargantini, de la Unión Cívica Radical (UCR) con el 23,11% de los votos. El Partido Demócrata (PD), gobernante antes del golpe, obtuvo el 16,68% con el exgobernador Ricardo Videla como candidato. El escritor y candidato del comunismo, Benito Marianetti logró el 6,43%. En último lugar, José Hipólito Lencinas, del lencinismo y que apoyaba también a Perón, obtuvo el 3,66%. La participación fue del 79,61% del electorado registrado.

## Resultados

### Gobernador
| Candidato                           | Partido                             | Partido                                  | Votos   | %     |
| ----------------------------------- | ----------------------------------- | ---------------------------------------- | ------- | ----- |
| Faustino Picallo                    |                                     | Partido Laborista - UCR Junta Renovadora | 55.157  | 50,12 |
| Bautista Gargantini                 |                                     | Unión Cívica Radical                     | 25.431  | 23,11 |
| Ricardo Videla                      |                                     | Partido Demócrata                        | 18.359  | 16,68 |
| Benito Marianetti                   |                                     | Partido Comunista                        | 7.078   | 6,43  |
| José Hipólito Lencinas              |                                     | Unión Cívica Radical Lencinista          | 4.024   | 3,66  |
| Total de votos                      | Total de votos                      | Total de votos                           | 110.049 | 100   |
| Electores registrados/participación | Electores registrados/participación | Electores registrados/participación      | 138.230 | 79,61 |
| Fuentes:                            |                                     |                                          |         |       |

### Vicegobernador
| Candidato                           | Partido                             | Partido                                  | Votos   | %     |
| ----------------------------------- | ----------------------------------- | ---------------------------------------- | ------- | ----- |
| Rafael César Tabanera               |                                     | Partido Laborista - UCR Junta Renovadora | 55.163  | 50,14 |
| Rubén Palero Infante                |                                     | Unión Cívica Radical                     | 25.421  | 23,11 |
| Félix R. Aguinaga                   |                                     | Partido Demócrata                        | 18.319  | 16,65 |
| José F. García                      |                                     | Partido Comunista                        | 7.079   | 6,43  |
| Carlos Saá Zarandón                 |                                     | Unión Cívica Radical Lencinista          | 4.026   | 3,66  |
| Total de votos                      | Total de votos                      | Total de votos                           | 110.008 | 100   |
| Electores registrados/participación | Electores registrados/participación | Electores registrados/participación      | 138.230 | 79,58 |
| Fuentes:                            |                                     |                                          |         |       |

### Cámara de Diputados
| Partido                             | Partido                                  | Votos   | %     | Bancas |
| ----------------------------------- | ---------------------------------------- | ------- | ----- | ------ |
|                                     | Partido Laborista - UCR Junta Renovadora | 55.578  | 50,72 | 24/36  |
|                                     | Unión Cívica Radical                     | 25.401  | 23,18 | 6/36   |
|                                     | Partido Demócrata                        | 17.265  | 15,75 | 3/36   |
|                                     | Partido Comunista                        | 7.326   | 6,69  | 3/36   |
|                                     | Unión Cívica Radical Lencinista          | 4.016   | 3,66  |        |
| Votos positivos                     | Votos positivos                          | 109.586 | 99,52 |        |
| Votos en blanco                     | Votos en blanco                          | 512     | 0,46  |        |
| Votos nulos                         | Votos nulos                              | 20      | 0,02  |        |
| Total de votos                      | Total de votos                           | 110.118 | 100   |        |
| Electores registrados/participación | Electores registrados/participación      | 138.230 | 79,66 |        |
| Fuentes:                            |                                          |         |       |        |

#### Resultados por secciones electorales

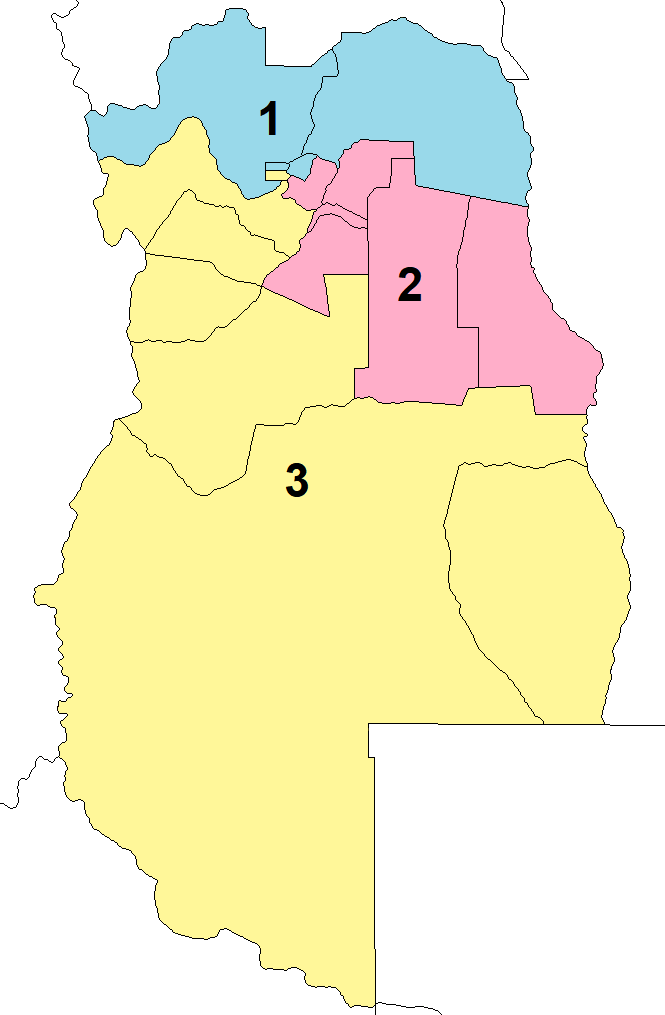
Secciones electorales de Mendoza:
1ª Sección
2ª Sección
3ª Sección

| 1ª Sección Electoral 12 Diputados | 1ª Sección Electoral 12 Diputados        | 1ª Sección Electoral 12 Diputados | 1ª Sección Electoral 12 Diputados | 1ª Sección Electoral 12 Diputados | 1ª Sección Electoral 12 Diputados |
| Partido                           | Partido                                  | Votos                             | %                                 | Bancas                            | Electos |
| --------------------------------- | ---------------------------------------- | --------------------------------- | --------------------------------- | --------------------------------- | --- |
|                                   | Partido Laborista - UCR Junta Renovadora | 22.081                            | 54,03                             | 8/12                              | Ver electos: - José Guillermo de Paolis - Carlos Márquez - Esteban Obredor - Eduardo Martino Lamadrid - Zaturnino Zapata - Félix Cruz Quinteros - Carlos Abel Albino - Jesús González Lemos |
|                                   | Unión Cívica Radical                     | 8.348                             | 20,43                             | 2/12                              | - Arístides Agüero - Pascual A. F. Le Donne |
|                                   | Partido Demócrata                        | 6.625                             | 16,21                             | 1/12                              | - Urbano J. Ozán |
|                                   | Partido Comunista                        | 2.637                             | 6,45                              | 1/12                              | - Agustín Viadano |
|                                   | Unión Cívica Radical Lencinista          | 1.177                             | 2,88                              |                                   | |
| Votos positivos                   | Votos positivos                          | 40.868                            | 99,66                             |                                   | |
| Votos en blanco                   | Votos en blanco                          | 131                               | 0,32                              |                                   | |
| Votos nulos                       | Votos nulos                              | 9                                 | 0,02                              |                                   | |
| Total de votos                    | Total de votos                           | 41.008                            | 100                               |                                   | |
| 2ª Sección Electoral 12 Diputados |                                          |                                   |                                   |                                   | |
| Partido                           | Partido                                  | Votos                             | %                                 | Bancas                            | Electos |
|                                   | Partido Laborista - UCR Junta Renovadora | 14.017                            | 52,96                             | 8/12                              | Ver electos: - Carlos E. Mathus Hoyos - Eduardo Dávila - Ítalo Ángel Acerbis - Martín Funes - Julio Fernández Peláez - Luis Palazzo - Manuel Roberto Castello - Roque Jacinto Piquetto      |
|                                   | Unión Cívica Radical                     | 5.981                             | 22,60                             | 2/12                              | - Isidoro Busquets - Felipe Abdala |
|                                   | Partido Demócrata                        | 3.763                             | 14,22                             | 1/12                              | - Mario A. González |
|                                   | Partido Comunista                        | 1.442                             | 5,45                              | 1/12                              | - Antulio Horacio Lencinas |
|                                   | Unión Cívica Radical Lencinista          | 1.264                             | 4,78                              |                                   | |
| Votos positivos                   | Votos positivos                          | 26.467                            | 99,62                             |                                   | |
| Votos en blanco                   | Votos en blanco                          | 94                                | 0,35                              |                                   | |
| Votos nulos                       | Votos nulos                              | 6                                 | 0,02                              |                                   | |
| Total de votos                    | Total de votos                           | 26.567                            | 100                               |                                   | |
| 3ª Sección Electoral 12 Diputados |                                          |                                   |                                   |                                   | |
| Partido                           | Partido                                  | Votos                             | %                                 | Bancas                            | Electos |
|                                   | Partido Laborista - UCR Junta Renovadora | 19.480                            | 46,11                             | 8/12                              | Ver electos: - Salvador Ruiz - Amílcar Illuminati - Roberto Francisco Mosso Furlotti - Aurelio Álvarez - Bernardo Samuel Leiva - Severino Maestri - César Alberto Flores - Federico Figarol |
|                                   | Unión Cívica Radical                     | 11.072                            | 26,21                             | 2/12                              | - Leopoldo Suárez - Ernesto Ueltschi |
|                                   | Partido Demócrata                        | 6.877                             | 16,28                             | 1/12                              | - Emilio Descotte |
|                                   | Partido Comunista                        | 3.247                             | 7,69                              | 1/12                              | - Ángel B. Bustelo |
|                                   | Unión Cívica Radical Lencinista          | 1.575                             | 3,73                              |                                   | |
| Votos positivos                   | Votos positivos                          | 42.251                            | 99,31                             |                                   | |
| Votos en blanco                   | Votos en blanco                          | 287                               | 0,67                              |                                   | |
| Votos nulos                       | Votos nulos                              | 5                                 | 0,01                              |                                   | |
| Total de votos                    | Total de votos                           | 42.543                            | 100                               |                                   | |

### Cámara de Senadores
| Partido                             | Partido                                  | Votos   | %     | Bancas |
| ----------------------------------- | ---------------------------------------- | ------- | ----- | ------ |
|                                     | Partido Laborista - UCR Junta Renovadora | 51.521  | 48,70 | 18/27  |
|                                     | Unión Cívica Radical                     | 25.452  | 24,06 | 6/27   |
|                                     | Partido Demócrata                        | 17.519  | 16,56 | 3/27   |
|                                     | Partido Comunista                        | 7.280   | 6,88  |        |
|                                     | Unión Cívica Radical Lencinista          | 4.015   | 3,80  |        |
| Votos positivos                     | Votos positivos                          | 105.787 | 99,50 |        |
| Votos en blanco                     | Votos en blanco                          | 512     | 0,48  |        |
| Votos nulos                         | Votos nulos                              | 20      | 0,02  |        |
| Total de votos                      | Total de votos                           | 106.319 | 100   |        |
| Electores registrados/participación | Electores registrados/participación      | 138.230 | 76,91 |        |
| Fuentes:                            |                                          |         |       |        |

#### Resultados por secciones electorales
| 1ª Sección Electoral 9 Senadores | 1ª Sección Electoral 9 Senadores         | 1ª Sección Electoral 9 Senadores | 1ª Sección Electoral 9 Senadores | 1ª Sección Electoral 9 Senadores | 1ª Sección Electoral 9 Senadores |
| Partido                          | Partido                                  | Votos                            | %                                | Bancas                           | Electos |
| -------------------------------- | ---------------------------------------- | -------------------------------- | -------------------------------- | -------------------------------- | --- |
|                                  | Partido Laborista - UCR Junta Renovadora | 22.052                           | 53,84                            | 6/9                              | - Lorenzo Soler - Albino Sánchez - Celso Ángel Comaschi - José Mateo Chirino Domínguez - Salvador Catapano Carbone - Juan Gregorio Lazarte |
|                                  | Unión Cívica Radical                     | 8.377                            | 20,45                            | 2/9                              | - Juan Eseverry Gainza - Guillermo Petra Sierralta                                                                                         |
|                                  | Partido Demócrata                        | 6.738                            | 16,45                            | 1/9                              | - Jorge Luciano Peltier |
|                                  | Partido Comunista                        | 2.611                            | 6,37                             |                                  | |
|                                  | Unión Cívica Radical Lencinista          | 1.182                            | 2,89                             |                                  | |
| Votos positivos                  | Votos positivos                          | 40.960                           | 99,66                            |                                  | |
| Votos en blanco                  | Votos en blanco                          | 131                              | 0,32                             |                                  | |
| Votos nulos                      | Votos nulos                              | 9                                | 0,02                             |                                  | |
| Total de votos                   | Total de votos                           | 41.100                           | 100                              |                                  | |
| 2ª Sección Electoral 9 Senadores |                                          |                                  |                                  |                                  | |
| Partido                          | Partido                                  | Votos                            | %                                | Bancas                           | Electos |
|                                  | Partido Laborista - UCR Junta Renovadora | 10.004                           | 44,51                            | 6/9                              | - Antonio Camardella - Baldomero Felipe Domínguez - Guido Mario Moreschi - Luis Fernández - Salvador Pujol - Alberto Héctor Meli           |
|                                  | Unión Cívica Radical                     | 5.990                            | 26,65                            | 2/9                              | - Alfredo I. Perrupato - Rodolfo Ozán |
|                                  | Partido Demócrata                        | 3.785                            | 16,84                            | 1/9                              | - Frank Romero Day |
|                                  | Partido Comunista                        | 1.435                            | 6,39                             |                                  | |
|                                  | Unión Cívica Radical Lencinista          | 1.260                            | 5,61                             |                                  | |
| Votos positivos                  | Votos positivos                          | 22.474                           | 99,56                            |                                  | |
| Votos en blanco                  | Votos en blanco                          | 94                               | 0,42                             |                                  | |
| Votos nulos                      | Votos nulos                              | 6                                | 0,03                             |                                  | |
| Total de votos                   | Total de votos                           | 22.574                           | 100                              |                                  | |
| 3ª Sección Electoral 9 Senadores |                                          |                                  |                                  |                                  | |
| Partido                          | Partido                                  | Votos                            | %                                | Bancas                           | Electos |
|                                  | Partido Laborista - UCR Junta Renovadora | 19.465                           | 45,96                            | 6/9                              | - José Ramón Balmaceda - Oswaldo Veiga - Marcial Ortiz - José Fernández Macías - Raúl Pacheco Salinas - Guillermo Jirala                   |
|                                  | Unión Cívica Radical                     | 11.085                           | 26,17                            | 2/9                              | - Nicolás L. Soto - José F. Flores |
|                                  | Partido Demócrata                        | 6.996                            | 16,52                            | 1/9                              | - Raúl Benegas |
|                                  | Partido Comunista                        | 3.234                            | 7,64                             |                                  | |
|                                  | Unión Cívica Radical Lencinista          | 1.573                            | 3,71                             |                                  | |
| Votos positivos                  | Votos positivos                          | 42.353                           | 99,32                            |                                  | |
| Votos en blanco                  | Votos en blanco                          | 287                              | 0,67                             |                                  | |
| Votos nulos                      | Votos nulos                              | 5                                | 0,01                             |                                  | |
| Total de votos                   | Total de votos                           | 42.645                           | 100                              |                                  | |